# Čajka (loď)

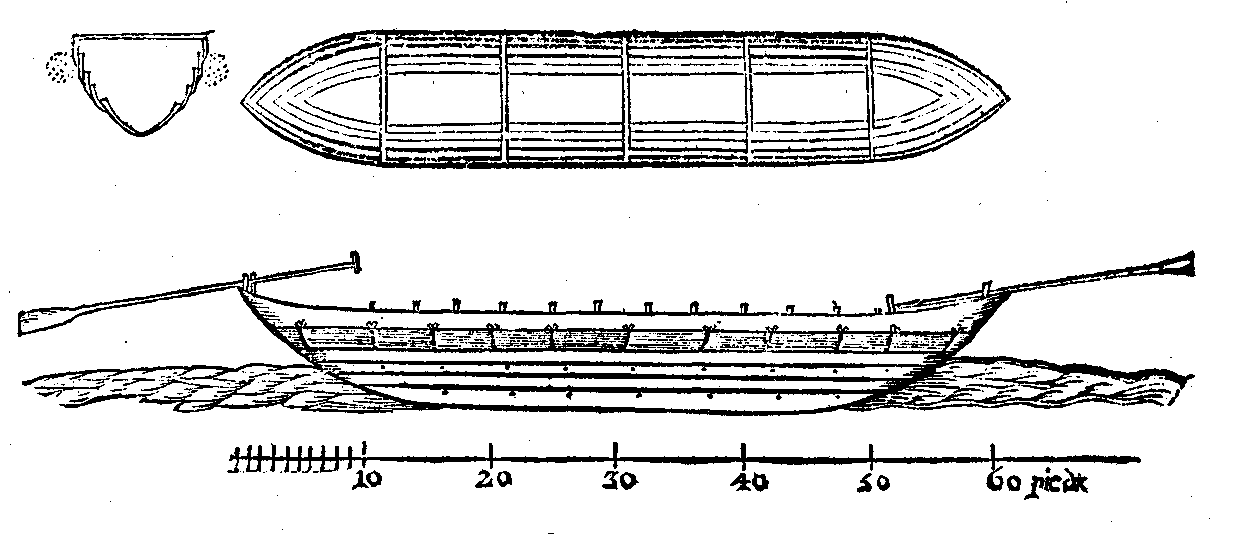
Nákres čajky z knihy Guillaume Le Vasseur de Beauplana "Popis Ukrajiny", 1660

Čajka je lehká loď, kterou používali ukrajinští kozáci, především pak kozáci záporožští. Byla poháněná vesly a jednoduchou plachtou na stěžni. V případě potřeby se dal stěžeň položit na dno lodi. Po obvodu byla čajka obložena snopy slámy. Kormidla měla na zádi i na přídi, což výrazně zvyšovalo manévrovací schopnosti. Loď neměla palubu, veslaři seděli na lavičkách. Čajky byly s oblibou využívané při pirátských přepadech a kozáci se s nimi pouštěli i na Černé moře.